# 蒙哥馬利鎮區 (伊利諾伊州伍德福德縣)
蒙哥馬利鎮區（英語：Montgomery Township）是位於美國伊利諾伊州伍德福德縣的一個行政鎮區。

## 地方資料
根據2010年美國人口普查的數據，蒙哥馬利鎮區的面積為93.90平方千米，當中陸地面積為93.70平方千米，而水域面積為0.20平方千米。當地共有人口2466人，而人口密度為每平方千米26.26人。